# Phytomyza corvimontana
Phytomyza corvimontana este o specie de muște din genul Phytomyza, familia Agromyzidae, descrisă de Erich Martin Hering în anul 1930.
Este endemică în Germania. Conform Catalogue of Life specia Phytomyza corvimontana nu are subspecii cunoscute.